# Francisco Lourenço de Araújo

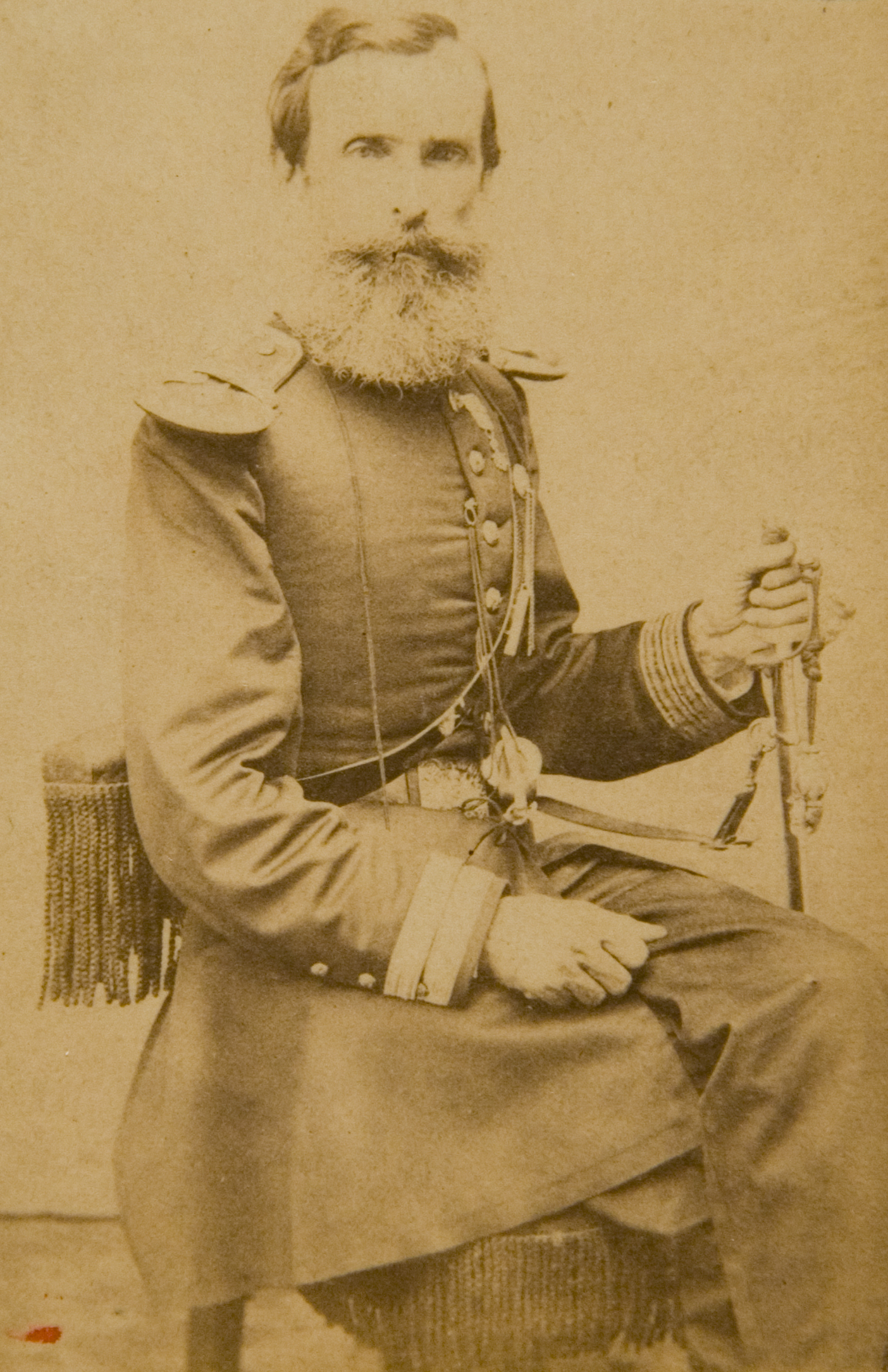
Fotografia do barão de Sergy, no acervo do Instituto Geográfico e Histórico da Bahia.

Francisco Lourenço de Araújo, primeiro e único barão de Sergy (10 de setembro de 1816 – 30 de outubro de 1893) foi um militar brasileiro.
Foi brigadeiro honorário do Exército, participou da Guerra do Paraguai no posto de coronel e tomou parte na Batalha de Itororó, no comando da 9ª Brigada. Obteve a Medalha do Mérito e Bravura Militar e a Medalha Geral da Campanha do Paraguai.
Foi agraciado barão por decreto de 21 de abril de 1870.
Era dignitário da Imperial Ordem da Rosa e cavaleiro da Imperial Ordem do Cruzeiro.